# Rectoria de l'Esparra
La Rectoria de l'Esparra és una obra del poble de l'Esparra, al municipi de Riudarenes (Selva), inclosa a l'Inventari del Patrimoni Arquitectònic de Catalunya.

## Descripció
Edifici de planta rectangular, format per planta baixa i un pis. La teulada és a dues vessants amb caiguda a la façana, de teula àrab i coberta sense ràfec. Les obertures de la façana són rectangulars, amb ampit, brancals i llindes de pedra. Al portal, la llinda horitzontal superior té la inscripció de l'any 1701, però és curiós el brancal dret realitzat amb una llinda reaprofitada amb una inscripció : "1630 AHIERO BUADA". Al costat de la porta es conserva, amb una placa de ceràmica, el número 40. La finestra de l'esquerra també presenta inscripcions, una a la llinda ("MARIA...DOCOCeBIDA...") i una altra d'il·legible a l'ampit de la finestra. Les dues finestres de la planta baixa estan protegides per una reixa de ferro forjat i al pis, al centre hi ha un balconet amb barana de ferro, flanquejat per dues finestres més. La paret de l'edifici està arrebossada parcialment, ja que hi ha alguns punts reconstruïts amb rajols. Hi ha també un sòcol a la part inferior.
Es tracta d'un edifici que ha sofert diverses reformes utilitzant elements de les construccions anteriors.

## Història
A l'Esparra hi va haver un rector, Mn. Jeroni Boada, que el 1630 va fer aixecar la rectoria de l'Esparra com a habitatge. Ho diu la inscripció de la porta posada transversalment "+A HIERO[NIMO] BUADA R[ECTOR]/FUIT 1630 FACTA". Va ser un rector molt actiu, que passà després a ser-ho de Sant Feliu de Buixalleu. La rectoria de l'Esparra l'any 1717 era una casa isolada però sense tenir la funció clàssica de la masia.